# Petra Hardt
Petra Hardt (* 25. Juni 1954 in Frankfurt am Main) ist eine deutsche Rechte- und Lizenzmanagerin, Beraterin und Autorin.

## Ausbildung
Hardt studierte Romanistik in Freiburg im Breisgau.

## Berufliches
Nach dem Studium spezialisierte sie sich auf das Gebiet der Rechte und Lizenzen im Verlagswesen. Sie arbeitete bei den Verlagen Athenäum Verlag, Econ Verlag - Claassen und bei Luchterhand Literaturverlag in leitenden Funktionen. Von 1995 bis 2020 arbeitete sie als Rights Director im Bereich Rechte und Lizenzen bei den Verlagen Suhrkamp und Insel Verlag.

## Sonstiges
Petra Hardt war (bis zu dessen Tod in 2001) mit dem Romanisten Manfred Hardt verheiratet. Von 1996 bis 2002 war sie Mitglied im Außenhandelsausschuss des Börsenverein des Deutschen Buchhandels. 2002 war Hardt Mitglied der konstituierenden Sitzung der Kulturstiftung des Bundes zur Förderung deutscher Literatur im Ausland. Petra Hardt ist seit 2011 Dozentin am Mediacampus Frankfurt zum Thema Rechte und Lizenzen im Verlagswesen und der Seagull Publishing School in Kolkata. Petra Hardt hat drei erwachsene Kinder und lebt in Mannheim.

## Publikationen

### Bibliographie
- Die Lyrik der Résistance, Peter Lang Verlag, Bern 1982
- Ciao, Bellezza: Deutsche Dichter über Italien. (Hrsg. zusammen mit Manfred Hardt), Piper Verlag, München 1988, ISBN 978-3-492-10999-4
- Begegnungen mit Dante. Untersuchungen und Interpretationen zum Werk Dantes und seinen Lesern, Wallstein Verlag, Göttingen 2001, ISBN 978-3-89244-491-6
- Buying, Protecting, Selling Rights, Bramann Verlag, Frankfurt 2008, ISBN 978-3-934054-33-2
- Buying Protecting Selling Rights, Rev. Ausgabe, Bramann Verlag, Frankfurt 2015, ISBN 978-3-934054-36-3
- Fernlieben, Insel Verlag, Berlin 2021, ISBN 978-3-458-68167-0

### Artikel
- Brecht in China, Börsenblatt, Frankfurt 1998
- Kritik. Bis ins Detail. zu Selling Rights - Rechte vermarkten, börsenblatt, Frankfurt 1999
- Internationales Lizenzgeschäft - Höhenflug mit Habermas, börsenblatt, Frankfurt 2012
- How a Publishing House Disseminates (Legal) Culture, This Century’s Review, USA 2014
- Der internationale Lizenzhandel am Beispiel des Suhrkamp Verlages, Petra Hardt, Anne H. Kaiser, Master Métiers de l‘édition, Strasbourg 2020
- So erfolgreich sind deutsche Dichter und Denker auf dem Weltmarkt, Die Welt, Berlin 2020
- Herr Unseld, Frau Ritzerfeld und ich, Vorabdruck von Fernlieben, Die Welt, Berlin 2021
- Die Dichotomie der digitalen Nahdistanz, der Freitag, Berlin 2021

### Sammelbände
- Der globale Handel mit Übersetzungsrechten deutscher Literatur, Petra Hardt, Leander Winkels, in: Globalgeschichten der deutschen Literatur. Methoden – Ansätze – Probleme, Hrsg. Urs Büttner, David D. Kim, J.B. Metzler, Springer Nature, Berlin 2022, ISBN 978-3-476-05785-3
- Der internationale Lizenzhandel am Beispiel des Suhrkamp Verlages, Petra Hardt, Anne H. Kaiser, in: D’un continent à l’autre. Le marché des droits et de la traduction, S. 46-55, Master de L’édition, Strasbourg 2020

### Übersetzungen
- Buying, Protecting, Selling Rights, Chinesische Ausgabe, Horizon, Beijing 2009
- Buying, Protecting, Selling Rights, Englische Ausgabe (erweitert), Seagull Books, Kolkata 2011, ISBN 978-0-85742-003-9
- Buying, Protecting, Selling Rights, Arabische Ausgabe, Kalima, Abu Dhabi 2011
- Buying, Protecting, Selling Rights, Slowenische Ausgabe, Javna agencija za knjigo RS, Ljubljana 2017, ISBN 978-961-94184-4-4
- Buying, Protecting, Selling Rights, Russische Ausgabe, Ad Marginem, Moskau 2019, ISBN 978-5-91103-457-3